# Limonia stenolabis
Limonia stenolabis är en tvåvingeart som beskrevs av Alexander 1965. Limonia stenolabis ingår i släktet Limonia och familjen småharkrankar. Inga underarter finns listade i Catalogue of Life.